# Leon Schmidt-Borudzki
Leon Aleksander Schmidt-Borudzki (ur. 1 kwietnia 1892 w Werchniaczce, zm. 8 lipca 1947 w Brwinowie) – podpułkownik saperów Wojska Polskiego, inżynier, kawaler Orderu Virtuti Militari.

## Życiorys
Urodził się 1 kwietnia 1892 w Werchniaczce (obecnie w rejonie chrystyniwskim na Ukrainie), w rodzinie Aleksandra i Eweliny z Borudzkich. Był żonaty z Heleną z Przeździeckich. Do Wojska Polskiego został przyjęty z byłych Korpusów Wschodnich i byłej armii rosyjskiej.
W latach 1919–1920, w czasie wojny z bolszewikami, walczył w szeregach 15 Pułku Ułanów Poznańskich między innymi jako dowódca dywizjonu. W latach 1921–1923 był odkomenderowany na Politechnikę Warszawską celem dokończenia studiów. 3 maja 1922 został zweryfikowany w stopniu rotmistrza ze starszeństwem od 1 czerwca 1919 i 50. lokatą w korpusie oficerów jazdy (od 1924 – kawalerii)
. Po ukończeniu studiów pełnił służbę w 2 Pułku Strzelców Konnych w Hrubieszowie. Następnie został przeniesiony do korpusu oficerów saperów kolejowych. W 1924 roku pełnił obowiązki dowódcy II batalionu 2 Pułku Saperów Kolejowych w Jabłonnie. W latach 1925–1928 był wykładowcą mostów w Oficerskiej Szkole Inżynierii w Warszawie i równocześnie pełnił funkcję asystenta Katedry Mostów Politechniki Warszawskiej. 12 kwietnia 1927 roku awansował na majora ze starszeństwem z dniem 1 stycznia 1927 roku i 1. lokatą w korpusie oficerów saperów kolejowych. Z dniem 13 października 1928 roku został przeniesiony do 1 Pułku Saperów Kolejowych w Krakowie na stanowisko dowódcy batalionu. Z dniem 4 grudnia 1928 roku został przeniesiony z korpusu oficerów saperów kolejowych do korpusu oficerów inżynierii i saperów. W październiku 1929 roku, po rozformowaniu 1 Pułku Saperów Kolejowych, został przeniesiony na stanowisko zastępcy delegata Sztabu Głównego przy Dyrekcji PKP w Radomiu. Z dniem 26 listopada 1929 został przydzielony na 12 miesięczne studia fortyfikacyjne przy Szkole Podchorążych Inżynierii w Warszawie. W latach 1930–1932 pełnił służbę w Sztabie Głównym na stanowisku kierownika Komisji Fortyfikacyjnej. Z dniem 1 października 1932 został przeniesiony z Rezerwy personalnej Kierownictwa Fortyfikacji Sztabu Głównego do Szefostwa Fortyfikacji Obszaru Warownego „Wilno”. Na stopień podpułkownika został mianowany ze starszeństwem z 1 stycznia 1936 i 7. lokatą w korpusie oficerów saperów. W marcu 1939 był przydzielony do rezerwy personalnej oficerów przy Inspektorze Saperów na stanowisko zastępcy kierownika robót. W tym samym roku był kierownikiem Kierownictwa Robót Nr 8 w Jastarni, odpowiedzialnym za budowę ośrodka oporu Jastarnia. 8 lipca 1939 został oficerem saperów w składzie osobowym generała do prac przy generalnym inspektorze sił zbrojnych, generała brygady Emila Krukowicz-Przedrzymirskiego. W czasie kampanii wrześniowej 1939 był dowódcą saperów Armii „Modlin”, a następnie dowódcą saperów Armii generała Krukowicz-Przedrzymirskiego.

## Ordery i odznaczenia
- Krzyż Srebrny Orderu Wojskowego Virtuti Militari nr 3489
- Krzyż Walecznych dwukrotnie[12][14]
- Złoty Krzyż Zasługi[12][15]